# Carl Spitteler
Carl Spitteler (Liestal, 24 de abril de 1845-Lucerna, 29 de diciembre de 1924) fue un escritor suizo en lengua alemana, ganador del premio Nobel de Literatura en 1919.

## Biografía
Spitteler nació en Liestal. Su padre era funcionario del gobierno, siendo secretario federal del Tesoro de 1849 a 1856. El joven Spitteler asistió al instituo de segunda enseñanza de Basilea, teniendo entre sus profesores al filólogo Wilhelm Wackernagel y al historiador Jacob Burckhardt. Estudió Derecho en la Universidad de Zúrich en 1863. Entre 1865 y 1870, estudió Teología en Zúrich, Heidelberg y Basilea, aunque cuando le ofrecieron un puesto como pastor, sintió que debía rechazarlo. Había comenzado a darse cuenta de su misión como poeta épico y, por lo tanto, se negó a trabajar en el campo para el que se había preparado.
Trabajó como profesor en Rusia a partir de agosto de 1871, permaneciendo allí (con algunos períodos en Finlandia) hasta 1879. Más tarde fue maestro de primaria en Berna y La Neuveville, así como periodista para Der Kunstwart y redactor para Neue Zürcher Zeitung.
Escribió el poema alegórico en prosa Prometeo y Epimeteo (1880-1881) bajo el seudónimo de Carl Felix Tandem; Esta edición de 1881 recibió una exégesis psicológica ampliada por Carl Gustav Jung en su libro Tipos psicológicos de 1921.
Spitteler reelaboró más tarde el poema como Prometheus der Dulder, publicado en 1924 con su verdadero nombre.  
En 1883 Spitteler se casó con Marie op der Hoff, anteriormente alumna suya en La Neuveville.
En 1882 publicó Extramundana, una colección de poemas. En 1885 abandonó la docencia y se dedicó a la carrera periodística en Basilea. A partir de entonces sus obras comenzaron a llegar en rápida sucesión. En 1891 apareció Friedli, der Kalderi, una colección de cuentos en la que Spitteler, como él mismo dice, retrató el realismo ruso. Literarische Gleichnisse salió a luz en 1892 y Balladen en 1896. 
Entre 1900 y 1905, Spitteler escribió el poema épico alegórico, en hexámetros yámbicos, Olympischer Frühling (Primavera olímpica). Esta obra, que mezcla temas fantásticos, naturalistas, religiosos y mitológicos, trata sobre la preocupación humana por el universo. Entre sus obras en prosa se encuentran Die Mädchenfeinde (Dos pequeños misóginos, 1907), sobre sus experiencias infantiles autobiográficas, el drama Conrad der Leutnant (1898), en el que muestra influencias del naturalismo, al que se había opuesto anteriormente, y la novela autobiográfica Imago (1906), que examina el papel del inconsciente en el conflicto entre una mente creativa y las restricciones de la clase media con un monólogo interior. En honor a esta última, y por sus reminiscencias freudianas, su título fue elegido como nombre de la Revista Internacional de Psicoanálisis fundada en 1912 por Otto Rank y Hanns Sachs, publicación especializada en la aplicación del psicoanálisis al arte.
Durante la Primera Guerra Mundial se opuso a la actitud pro-alemana de la mayoría suiza de habla alemana, postura que expuso en el ensayo "Unser Schweizer Standpunkt". En 1919 recibió el Premio Nobel de Literatura. 
Spitteler murió en Lucerna en 1924.
El patrimonio de Carl Spitteler está archivado en el Archivo Literario Suizo de Berna, en la Biblioteca Central de Zúrich y en el Dichter- und Stadtmuseum de Liestal.

## Obras
- 1881 Prometheus und Epimetheus.[7]
- 1883 Extramundana.[8]
- 1887 Ei Ole.[9]
- 1887 Samojeden
- 1887 Hund und Katze
- 1887 Olaf
- 1888 Bacillus
- 1889 Das Bombardement von Åbo
- 1889 Schmetterlinge.
- 1889 Der Parlamentär
- 1890 Das Wettfasten von Heimligen
- 1891 Friedli der Kolderi
- 1891 Gustav
- 1892 Literarische Gleichnisse
- 1892 Der Ehrgeizige
- 1893 Jumala. Ein finnisches Märchen
- 1896 Balladen
- 1897 Der Gotthard
- 1898 Conrad, der Leutnant
- 1898 Lachende Wahrheiten
- 1900 Die Auffahrt
- 1901 Hera die Braut
- 1903 Die hohe Zeit
- 1904 Ende und Wende
- 1905 Olympischer Frühling (Epos)
- 1906 Imago.[10]
- 1906 Gras- und Glockenlieder
- 1907 Die Mädchenfeinde
- 1920 Meine frühesten Erlebnisse
- 1924 Prometheus der Dulder